# 雪にツバサ
『雪にツバサ』（ゆきにツバサ、Esper meets girl @ northern small town.）は、高橋しんによる日本の漫画作品。『週刊ヤングマガジン』（講談社）にて2011年33号から2015年10号まで連載。本作品は高橋にとって7年ぶりの週刊連載作品。主人公たちが1年進級した後の話が収録された9巻からは、単行本のタイトルは『雪にツバサ・春』となっている。

## あらすじ
とある北の寂れた温泉街。超能力を持つ中学生・翼はいつものようにイジメを受けた帰りに、口を利くことができない女子高生・雪と出会う。その時、翼の耳には話せないはずの雪の声が聞こえてくる。それは彼にしか聞こえない声だった。
ある日、翼の行きつけのゲームセンターで彼がつるんでいる不良グループとともに雪がいるのを見かける。雪は不良たちからレイプされようとしていた。翼の耳には、助けを求める雪の声が聞こえてくる。彼女の悲痛な叫びを聞いた翼は思わず不良たちと雪のもとへ向かう。そして翼は超能力を使い、自分の得意な格闘ゲームの要領で雪の体を動かすことで周りの不良たちを倒す。
しかし、このことがきっかけで雪は自分に超能力があると思い込んでしまう。いつしか彼女はこの力で人のために役に立ちたいと思うようになり、翼もいきがかり上、やむなく彼女と行動を共にすることとなってゆく。

## 登場人物
雪（ユキ）
麓の街から転校してきた女子高生。天真爛漫な性格の美少女。口を利くことができず（言語障害）、会話は携帯電話のメールで行う。なぜか彼女の心の声はテレパシーのように、翼に聞こえてくる。一人称は「オラ」（メールでの会話の時は「私」、「アタシ」になる）。
口が利けないことを利用され、不良たちからレイプされそうになるが、翼の超能力により助けられる。このことをきっかけに自分は超能力者だと勘違いしてしまう。
翼（ツバサ）
超能力をもつ中学生。雪のことは「先輩」と呼ぶ。自分の力は主に、手を使わずジュースを飲んだり電気を消したりするときに使うため、「小能力」だと思っている。常にヘッドホンと大きな×印が書かれたマスクを付けていることが多い。気弱で自分の殻に閉じこもりがちな性格。幼馴染に誘われ不良グループとつるんでいるが、一方では学校でサッカー部の男子たちからイジメを受けている。特技は格闘ゲーム。

## 単行本
- 高橋しん 『雪にツバサ』 講談社〈講談社ヤンマガKC〉、全8巻
  1. 2011年12月6日発売 ISBN 978-4-06-382119-2
  2. 2012年1月23日発売 ISBN 978-4-06-382126-0
  3. 2012年5月7日発売 ISBN 978-4-06-382177-2
  4. 2012年9月6日発売 ISBN 978-4-06-382217-5
  5. 2012年12月21日発売 ISBN 978-4-06-382246-5
  6. 2013年5月2日発売 ISBN 978-4-06-382297-7
  7. 2013年9月6日発売 ISBN 978-4-06-382348-6
  8. 2013年12月20日発売 ISBN 978-4-06-382388-2
- 高橋しん 『雪にツバサ・春』 講談社〈講談社ヤンマガKC〉、全8巻
  1. 2014年5月2日発売 ISBN 978-4-06-382449-0
  2. 2014年8月6日発売 ISBN 978-4-06-382505-3
  3. 2014年11月6日発売 ISBN 978-4-06-382529-9
  4. 2014年12月5日発売 ISBN 978-4-06-382541-1
  5. 2015年3月6日発売 ISBN 978-4-06-382562-6
  6. 2015年5月1日発売 ISBN 978-4-06-382587-9
  7. 2015年7月6日発売 ISBN 978-4-06-382628-9
  8. 2015年10月6日発売 ISBN 978-4-06-382677-7